# Sainte-Hélène-du-Lac
Pour les articles homonymes, voir Sainte-Hélène.

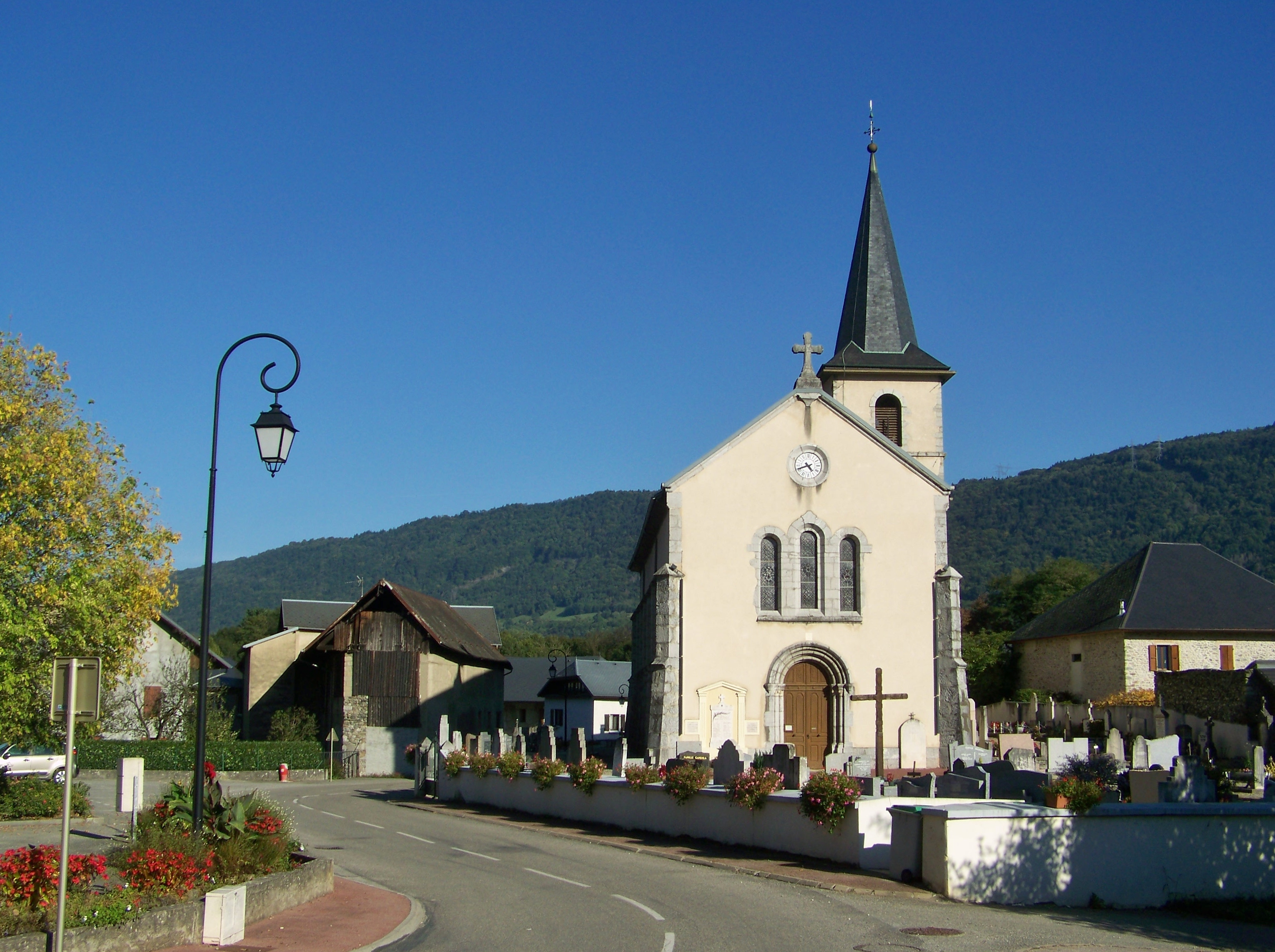
Rue principale et église de Sainte-Hélène.

Sainte-Hélène-du-Lac est une commune française située dans le département de la Savoie, en région Auvergne-Rhône-Alpes.

## Géographie
La commune de Sainte-Hélène-du-Lac est située à l'extrémité ouest du val Coisin, entre l'Isère et le Montraillant dans la combe de Savoie, à environ 20 kilomètres de Chambéry, chef-lieu du département de la Savoie.
D'une superficie de 7,09 km2, la commune s'étend sur un territoire de plaine dont l'altitude varie de 252  à   370 m entre la plaine de l'Isère au nord-ouest et la colline de Peguet jouxtant le chef-lieu.
Elle est traversée d'est en ouest par le Coisin, rivière alimentant le lac de Sainte-Hélène dont l'exutoire est le Coisetan. Ces rivières constituent les deux principaux cours d'eau de la commune.

### Communes limitrophes
Sainte-Hélène-du-Lac compte huit communes limitrophes que sont La Chavanne, Planaise, Coise-Saint-Jean-Pied-Gauthier, Saint-Pierre-de-Soucy, Les Mollettes, Laissaud, Porte-de-Savoie et Montmélian.
La principale limite est partagée avec Les Mollettes au sud, dont le lac de Sainte-Hélène en constitue une partie, partagée avec Saint-Pierre-de-Soucy au sud-est. La limite avec Porte-de-Savoie (ancienne commune de Francin) est située sur le parc d'activités Alpespace à l'ouest. La limite avec Montmélian, matéralisée par l'Isère, ne s'étend pour sa part que sur une centaine de mètres et la limite avec Coise sur environ 500 m à l'est.
| Porte-de-Savoie / Montmélian | La Chavanne          | Planaise                       |
| Porte-de-Savoie              | Sainte-Hélène-du-Lac | Coise-Saint-Jean-Pied-Gauthier |
| Laissaud                     | Les Mollettes        | Saint-Pierre-de-Soucy          |

## Urbanisme

### Typologie
Au 1er janvier 2024, Sainte-Hélène-du-Lac est catégorisée commune rurale à habitat dispersé, selon la nouvelle grille communale de densité à sept niveaux définie par l'Insee en 2022.
Elle est située hors unité urbaine. Par ailleurs la commune fait partie de l'aire d'attraction de Chambéry, dont elle est une commune de la couronne,. Cette aire, qui regroupe 115 communes, est catégorisée dans les aires de 200 000 à moins de 700 000 habitants,.

### Occupation des sols
L'occupation des sols de la commune, telle qu'elle ressort de la base de données européenne d’occupation biophysique des sols Corine Land Cover (CLC), est marquée par l'importance des territoires agricoles (79,5 % en 2018), en augmentation par rapport à 1990 (77,6 %). La répartition détaillée en 2018 est la suivante : 
zones agricoles hétérogènes (60,4 %), terres arables (19,2 %), zones industrielles ou commerciales et réseaux de communication (9,8 %), forêts (6,1 %), eaux continentales (4,5 %).
L'IGN met par ailleurs à disposition un outil en ligne permettant de comparer l’évolution dans le temps de l’occupation des sols de la commune (ou de territoires à des échelles différentes). Plusieurs époques sont accessibles sous forme de cartes ou photos aériennes : la carte de Cassini (XVIIIe siècle), la carte d'état-major (1820-1866) et la période actuelle (1950 à aujourd'hui).

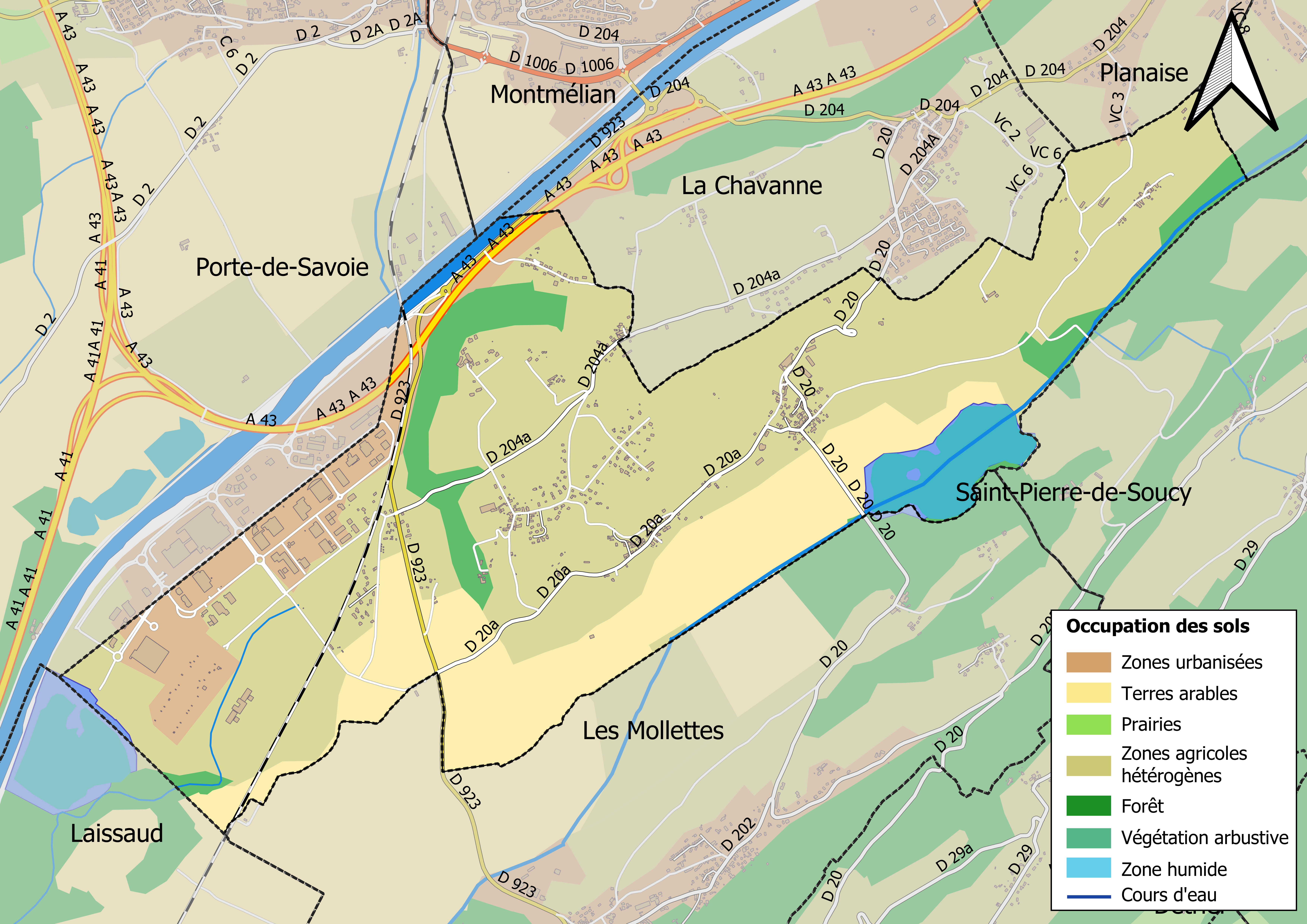
Carte des infrastructures et de l'occupation des sols en 2018 (CLC) de la commune.
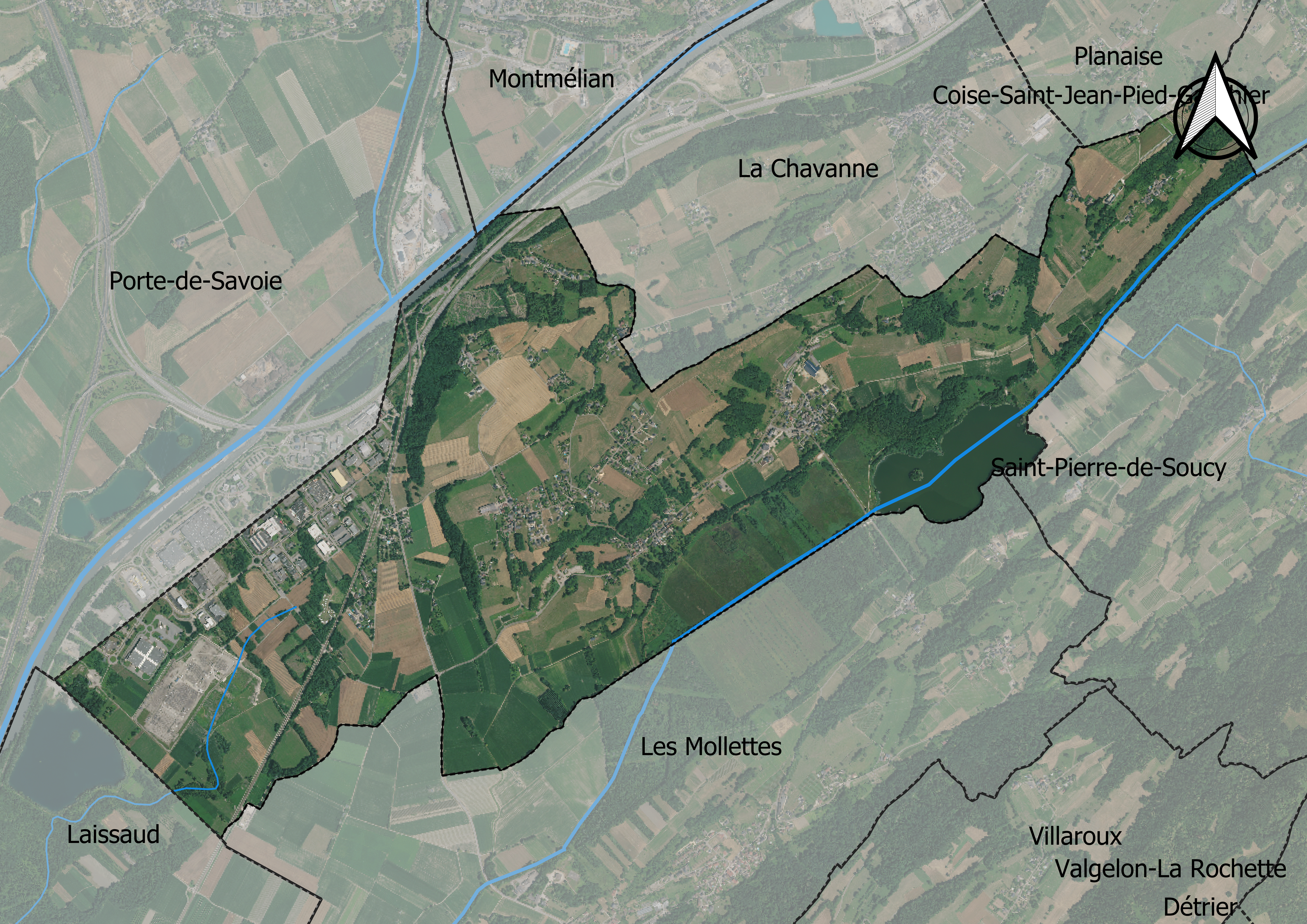
Carte orthophotogrammétrique de la commune.

## Toponymie
En francoprovençal, le nom de la commune s'écrit Sèt-Alèna, selon la graphie de Conflans.

## Histoire
Au Moyen Âge, Sainte-Hélène-du-Lac est siège de seigneurie.

### Le Touvet, possession des Templiers et les Hospitaliers
Le Touvet, au nord-est de la commune, est une seigneurie (Le Tovet, XIIe siècle) qui semble être passée aux mains des Templiers de la maison du Temple d'Avallon puis dévolue aux Hospitaliers.
En 1441, la commanderie d'Acoyeu et « Le Thovet » étaient affermés à un bourgeois d'Yenne qui s'appelait Jean Dubois et qui se disait « procureur du Thovet près de Montmeillan ». On retrouve ensuite Le Touvet parmi les membres de la commanderie de Chambery au grand prieuré d'Auvergne. Cette propriété de l'ordre de Saint-Jean de Jérusalem possédait également des biens à Bourgneuf et Chamousset.

## Politique et administration
| Période                                  | Période  | Identité         | Étiquette | Qualité |
| ---------------------------------------- | -------- | ---------------- | --------- | ------- |
| mars 1971                                | 1983     | Henri Donzel     | ...       | ...     |
| mars 1983                                | 1995     | Lucien Battard   | ...       | ...     |
| mars 1995                                | 2001     | Emile Berthet    | ...       | ...     |
| mars 2001                                | 2008     | Michel Mercier   | ...       | ...     |
| mars 2008                                | En cours | Sylvie Schneider | ...       | ...     |
| Les données manquantes sont à compléter. |          |                  |           |         |

La commune est membre de la Communauté de communes Cœur de Savoie. Elle appartient au Territoire du Cœur de Savoie, qui regroupe une quarantaine de communes de la Combe de Savoie et du Val Gelon.

## Démographie
L'évolution du nombre d'habitants est connue à travers les recensements de la population effectués dans la commune depuis 1793. Pour les communes de moins de 10 000 habitants, une enquête de recensement portant sur toute la population est réalisée tous les cinq ans, les populations de référence des années intermédiaires étant quant à elles estimées par interpolation ou extrapolation. Pour la commune, le premier recensement exhaustif entrant dans le cadre du nouveau dispositif a été réalisé en 2008.

En 2022, la commune comptait 835 habitants, en évolution de +8,02 % par rapport à 2016 (Savoie : +3,63 %, France hors Mayotte : +2,11 %).
| 1793 | 1800 | 1806 | 1822 | 1838 | 1848 | 1858 | 1861 | 1866 |
| ---- | ---- | ---- | ---- | ---- | ---- | ---- | ---- | ---- |
| 600  | 630  | 745  | 831  | 841  | 841  | 818  | 806  | 801  |

| 1872 | 1876 | 1881 | 1886 | 1891 | 1896 | 1901 | 1906 | 1911 |
| ---- | ---- | ---- | ---- | ---- | ---- | ---- | ---- | ---- |
| 808  | 801  | 772  | 723  | 715  | 680  | 613  | 575  | 528  |

| 1921 | 1926 | 1931 | 1936 | 1946 | 1954 | 1962 | 1968 | 1975 |
| ---- | ---- | ---- | ---- | ---- | ---- | ---- | ---- | ---- |
| 511  | 483  | 424  | 441  | 425  | 366  | 351  | 342  | 298  |

| 1982 | 1990 | 1999 | 2006 | 2008 | 2013 | 2018 | 2022 | - |
| ---- | ---- | ---- | ---- | ---- | ---- | ---- | ---- | - |
| 411  | 543  | 599  | 646  | 660  | 730  | 784  | 835  | - |

## Économie
Le commune fait partie de l'aire géographique de production et transformation du « Bois de Chartreuse », la première AOC de la filière Bois en France,.
La partie sud du parc d'activités Alpespace est située à Sainte-Hélène-du-Lac, la partie nord étant située à Francin (Porte-de-Savoie). Le siège social du groupe MND, spécialisé dans l'aménagement des espaces de montagnes et fondé par Xavier Gallot-Lavallée, y est établi.

## Culture locale et patrimoine

### Lieux et monuments

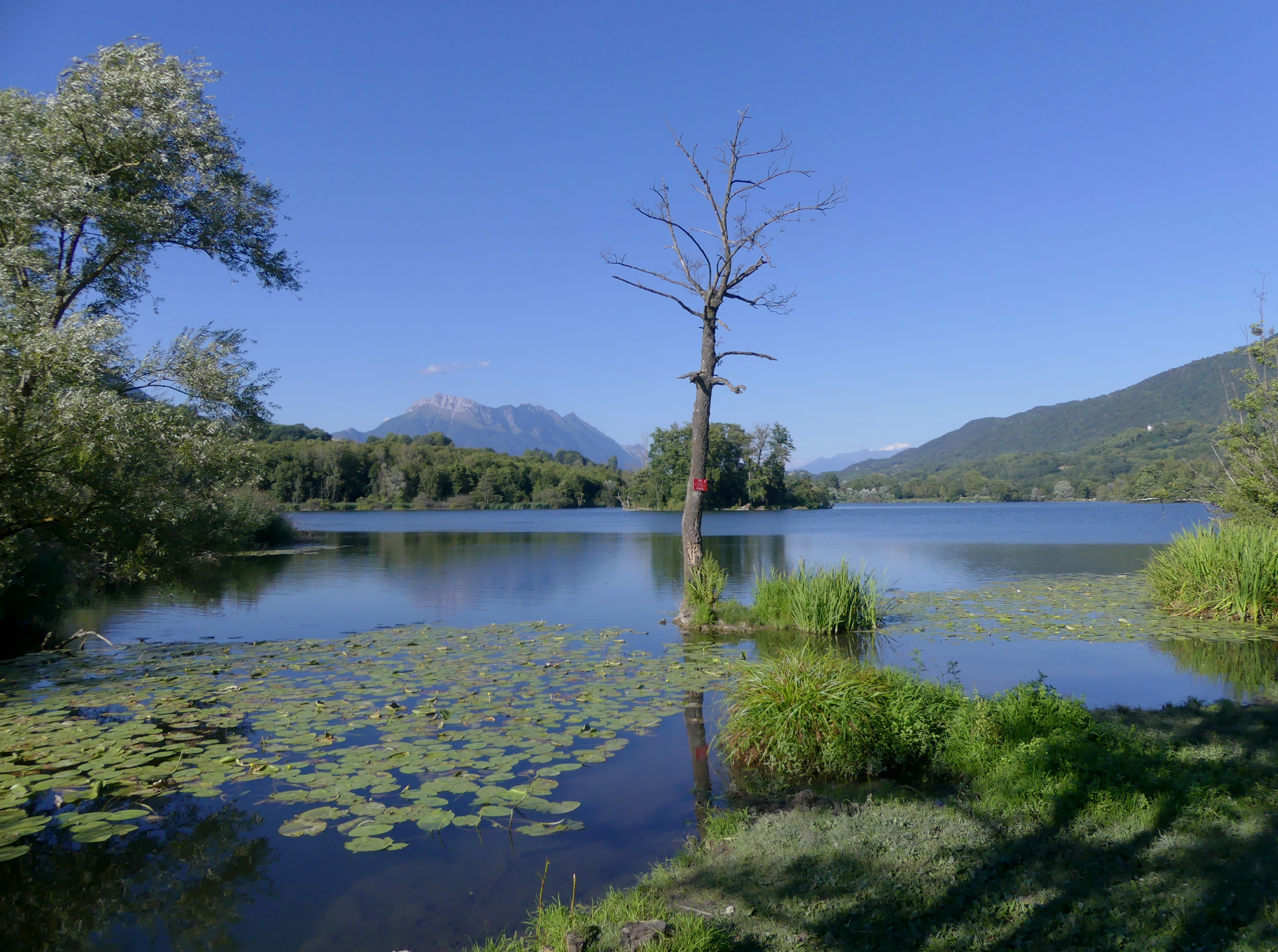
Lac de Sainte-Hélène et le Coisetan.

La commune de Sainte-Hélène-du-Lac abrite le lac de Sainte-Hélène, un lac naturel alimenté par le cours d'eau du Coisin ; son émissaire, le Coisetan, se jette dans la rivière du Bréda tout juste avant sa confluence avec l'Isère.
Ce lac est un espace préservé où les berges restent sauvages malgré un chemin accessible aux promeneurs à l'écart des berges. Classé en deuxième catégorie piscicole, le lac de Sainte-Hélène est le refuge de tous les poissons blancs. On y trouve également la perche en grande quantité, le brochet, le black-bass implanté pour réduire l'influence des poissons chat, le silure, la truite et la perche soleil. Il est à ce titre intégralement dédié aux pêcheurs.

### Personnalités liées à la commune
- Henri Ract (1813-1883), propriétaire de Montmeillerat[15], député de la Savoie au Parlement sarde (1848-1849)
- Le général Jacques Branet, héros de la France libre, Compagnon de la Libération, est inhumé au cimetière de Sainte-Hélène-du-Lac.